# Cristóbal Rodríguez
Cristóbal Rodríguez Hernández (Santa Cruz de Tenerife, 5 agosto 1949) è un ex cestista spagnolo.

## Carriera
Con la Spagna disputò i Campionati mondiali del 1974 e tre edizioni dei Campionati europei (1969, 1971, 1975).

## Palmarès
- Campionato spagnolo: 11

Real Madrid: 1967-68, 1968-69, 1969-70, 1970-71, 1971-72, 1972-73, 1973-74, 1974-75, 1975-76, 1976-77, 1978-79
- Copa del Rey: 8

Real Madrid: 1967, 1970, 1971, 1972, 1973, 1974, 1975, 1977
- Coppa dei Campioni: 4

Real Madrid: 1966-67, 1967-68, 1973-74, 1977-78
- Coppa Intercontinentale: 3

Real Madrid: 1976, 1977, 1978